# Dessulfuració de gasos
La dessulfuració de gasos de combustió (FGD) és una tècnica utilitzada per eliminar el diòxid de sofre (SO₂) que prové de la combustió de combustibles fòssils (com carbó o petroli) en centrals elèctriques, que són la major font de SO₂ atmosfèric. Aquest és un gas que provoca contaminació atmosfèrica: participa en l'efecte hivernacle i en la pluja àcida quan reacciona amb l'aigua en atmosferes humides.

## Mètodes
El SO₂ està sent eliminat del gasos de combustió degut a les estrictes regulacions ambientals. Els mètodes més utilitzats són:
- Dessulfuració de gasos per via humida amb un absorbent alcalí, generalment pedra calcaria o calç o aigua de mar.
- Dessulfuració semiseca ("Spray-dry scrubbing"): utilitzant absorbents similars.
- Dessulfuració humida amb d'àcid sulfúric on es recupera el sofre en forma d'àcid sulfúric comercial de qualitat.
- Dessulfuració de gasos de combustió SNOX que elimina el diòxid de sofre, òxids de nitrogen i partícules dels gasos de combustió.
- Dessulfuració de gasos per via seca, sistema d'injecció d'absorbent sec.

## Història
Els mètodes d'eliminació del diòxid de sofre en els gasos de combustió s'estan estudiant des de fa més de 150 anys. Les primeres idees es van establir a Anglaterra al voltant de l'any 1850.
Amb la construcció de grans instal·lacions d'energia a Anglaterra en la dècada de 1920, els problemes associats a grans volums de SO₂ va començar a ser preocupant. El problema de les emissions de SO₂ no va rebre gaire atenció fins a l'any 1929 quan la Cambra dels Lords va demandar a un terratinent per danys i perjudicis a la seva terra per emissions de SO₂. Poc després, es va llençar una campanya contra la construcció de plantes energètiques dins de Londres. Aquesta protesta va donar lloc a la imposició de controls d'emissions SO₂ en totes les plantes energètiques.
La primera unitat principal de FGD es va instal·lar l'any 1931 en el "Battersea Power Station", propietat de "London Power Company". El 1935, un sistema de FGD similar es va instal·lar a la central elèctrica de Swansea. El tercer sistema important de FGD es va instal·lar el 1938 a la central elèctrica de Fullham. Aquestes tres instal·lacions de FGD van ser abandonades durant la Segona Guerra Mundial. A partir de la dècada del 1970, van tornar a aparèixer grans unitats de dessulfuració majoritàriament al Japó i als Estats Units.
A partir del Juny de 1973, ja hi havia 42 unitats de dessulfuració en funcionament, 36 al Japó i 6 als EUA, amb una capacitat de 5MW a 250MW.
En aquell temps, a Espanya no existia cap instal·lació de dessulfuració de gasos de combustió, ja que les tecnologies de dessulfuració eren poc conegudes.
Als voltants de l'any 2000 les unitats de dessulfuració ja s'utilitzaven a 27 països i hi havia 678 unitats amb una capacitat total d'uns 229 GW. Al voltant del 45% de la capacitat FGD va ser als EUA, el 24% a Alemanya, l'11% al Japó, i el 20% en altres països. Aproximadament el 79% de les unitats, que representen aproximadament 199 gigawatts de capacitat, utilitzant dessulfuració per via humida amb calç o pedra calcària. Al voltant del 18% (o 25 gigawatts) va utilitzar dessulfuració semiseca ("spray-dry scrubbing") o sistemes de dessulfuració per via seca.

## Principis bàsics de FGD
La majoria de sistemes FGD tenen dues etapes: una és l'eliminació de les cendres del voltant i l'altre l'eliminació del SO₂. S'ha intentat fer aquests dos processos en una sola etapa però s'han observat problemes greus de manteniment i baixa eficàcia d'eliminació.
En els sistemes de dessulfuració per via humida, el gas de combustió normalment passa primer a través d'un dispositiu d'extracció de cendres (com un precipitador electroestàtic o un depurador humit) i després per l'absorbent de SO₂. En aquests sistemes el gas de combustió quan surt de l'absorbidor està saturat d'aigua i encara conté SO₂. Aquests gasos són molt corrosius per altres part de l'equip com ventiladors, conductes i xemeneies. Aquesta corrosió es minimitza mitjançant dos mètodes diferents:
- Escalfament de gasos per sobre del punt de rosada.
- Elecció de materials de construcció i condicions de disseny que permetin als equips suportar condicions corrosives.

Els dos mètodes són costosos i els enginyers determinen el mètode a utilitzar en funció del lloc de treball.
En els sistemes de dessulfuració per via seca, primer es va reaccionar el SO₂ amb l'absorbent i després el gas de combustió passa a través d'un dispositiu de control de partícules.

## Processos químics

### Formació d'àcid sulfúric
Els combustibles fòssils com el carbó o el petroli contenen una part significativa de sofre. Quan es cremen, el 95% o més del sofre es converteix en diòxid de sofre SO₂ en condicions normals de temperatura i oxigen (present en els gasos de combustió).
Quan els gasos de combustió però, tenen un excés d'oxigen, el SO₂ s'oxida a triòxid de sofre SO₃. A part de l'oxigen la temperatura també és un factor important per a la formació del SO₃. Al voltant dels 800 °C la reacció es veu afavorida. Aquest gas també es pot formar en processos catalítics de combustibles per metalls.
Aquest SO₂ forma una boira d'àcid sulfúric (H₂SO₄) en contacte amb l'atmosfera humida i que és molt difícil d'eliminar. Aquest àcid sulfúric forma una boira de color blavós que apareix dissipada en els gasos de combustió. Generalment però, només l'1% del SO₂ es converteix en SO₃.

### Dessulfuració amb un sòlid o solució bàsica
El SO₂ és un gas àcid i per tant, els reactius típics utilitzats per eliminar-lo dels gasos de combustió són alcalins.
La primera reacció que té lloc en la dessulfuració per via humida amb CaCO₃ (pedra calcària) produeix CaSO₃ (sulfit de calci) com a producte i és la següent:
CaCO
3 (sòlid) + SO
2 (gas) → CaSO
3 (sòlid) + CO₂ (gas)

Quan la dessulfuració per via humida es realitza amb Ca(OH)₂ (calç) també es produeix CaSO₃ (sulfit de calci) i la reacció és la següent:
Ca(OH)₂ (sòlid) + SO₂ (gas) → CaSO₃ (sòlid) + H₂O (líquid)

Quan la dessulfuració per via humida es realitza amb Mg(OH)₂ (hidròxid de magnesi), es produeix MgSO₃ (sulfit de magnesi) segons la reacció:
Mg(OH)₂ (sòlid) + SO₂ (gas) → MgSO₃ (solid) + H₂O (líquid)

En alguns dissenys, seguidament es procedeix a realitzar una oxidació forçada per compensar el cost de la dessulfuració i produir CaSO₄.2H₂O (guix) oxidant el CaSO₃ (sulfit de calci). Aquest producte es comercialitza. La reacció és la següent:
CaSO₃ (sòlid) + H₂O (líquid) + ½O₂ (gas) → CaSO₄ (sòlid) + H₂O

L'aigua de mar és un alcalí natural i també s'utilitza per a la dessulfuració de gasos. El SO2 s'absorbeix en l'aigua i quan s'agrega oxigen es formen ions sulfat SO4- i ions oxoni H+. L'acidesa produïda es veu compensada pels carbonats que conté l'aigua de mar i reaccionen per produint CO₂ (diòxid de carboni) i aigua. Les reaccions són les següents:
SO₂ (gas) + H₂O + ½O₂ (gas)→ SO₄2- (solid) + 2H+
HCO₃- + H+ → H₂O + CO₂ (gas)

## Rentadors de gasos utilitzats en FGD

disseny esquemàtic d'un rentador en FGD

Per promoure al màxim l'àrea superficial gas-líquid i el temps de residència, s'han dissenyat i utilitzat diversos rentadors de gasos com torres d'aspersió o venturis. La utilització de rentadors simples com les torres d'aspersió és molt habitual en FGD perquè evita problemes de connexió o d'erosió.
La torre pot ser vertical o horitzontal i els gasos de combustió poden fruir en el mateix sentit, a contracorrent o a través respecte al líquid. Les que funcionen a contracorrent són poc freqüents perquè tenen tendència a obstruir-se amb les partícules de calç opedra calcària utilitzades.
El principal inconvenient de les torres d'aspersió és que requereixen una proporció líquid-gas elevada per eliminar el SO₂ comparat amb altres dissenys.

## Reactius utilitzats
Per eliminar el SO₂ s'utilitzen reactius alcalins i els més importants són la calç Ca(OH)₂ i l'hidròxid i l'hidròxid de sodi Na(OH)₂ (sosa càustica).
La calç s'utilitza normalment quan el SO₂ prové de la combustió de grans dimensions de carbó o en calderes de gasoil que es troben en les plantes productores d'energia, ja que és molt més barata que la sosa càustica. El problema és que s'obté una mescla en lloc d'una dissolució i això fa que l'equip utilitzat sigui més complex. Les torres d'absorció s'utilitzen en aquests casos.
La mescla de sulfit de calci (CaSO₃) s'elimina oxidant-lo per produir sulfat de calciCaSO₄.2H₂O (guix) que es pot comercialitzar per ser utilitzant en la indústria de productes de construcció.
La sosa càustica es limita a dessulfurar els gasos produïts en les combustions de quantitats més petites perquè és més cara que la calç. Té l'avantatge que forma una solució aquosa i no una suspensió i per tant, és més fàcil d'operar. Es produeix una solució de sulfit o bisulfit (en funció del pH) de sodi o sulfat de sodi que han de ser eliminats. Això no és un problema i sovint s'utilitzen com a fonts d'altres productes químics formant part d'un cicle de recuperació.

## Oxidació en fase gas seguit d'una reacció amb amoníac
LA IAEA (Agència d'Energia Atòmica Internacional) va proposar una nova tecnologia de dessulfuració de gasos que consisteix a irradiar els gasos de combustió amb un feix d'electrons al mateix temps que s'addiciona NH₃ (amoníac) als gasos.
La planta d'energia Chengdu a la Xina va posar en marxa una unitat de dessulfuració de gasos d'aquest tipus de 100 MW el 1998. La planta d'energia Pomorzany a Polònia també va posar en marxa una unitat de mida similar el 2003 que elimina òxids de sofre i nitrogen. Ambdues plantes operen amb èxit. However, the accelerator design principles and manufacturing quality need further improvement for continuous operation in industrial conditions. No obstant això, el disseny de l'accelerador i la qualitat de fabricació es necessita millorar encara més per a un funcionament continu en condicions industrials.

## Mètodes alternatius
Una alternativa a la dessulfuració de gasos després de la combustió és eliminar el sofre del combustible abans o durant la combustió.
L'hidrodessulfuració de combustible s'ha utilitzat per tractar els olis combustibles abans del seu ús.
Altres mètodes afegeixen calç al combustible durant la combustió. La calç reacciona amb el SO₂per format sulfats els quals la major part es converteixen en cendra.
El Thiopaq és un mètode biològic alternatiu recentment desenvolupat que combina la purificació del gas amb la recuperació de sofre. Els microorganismes d'un bioreactor oxiden el sulfur a sofre elemental. Aquest sofre es recupera al final d'un procés per futurs usos, com per exemple, per a productes agrícoles. La seguretat és el major avantatge d'aquest mètode el qual es porta a terme a pressió atmosfèrica i temperatura ambient.
Aquest mètode ha estat desenvolupat per Paqell (fusió de les empreses Shell Global Solutions i Paques).